# Elota (kommun)
Elota är en kommun i Mexiko.   Den ligger i delstaten Sinaloa, i den centrala delen av landet, 900 km nordväst om huvudstaden Mexico City. Arean är 1,5 kvadratkilometer.
Terrängen i Elota är platt.
Följande samhällen finns i Elota:
- La Cruz
- El Carrizo
- Pueblo Nuevo
- Empaque Tarriba
- Tayoltita
- San José de Conitaca
- Elota
- Celestino Gazca Villaseñor
- Ejido Culiacán
- Boscoso
- Ensenada
- Ejido la Ventana
- Colonia Buenos Aires
- Las Tinas
- Benito Juárez
- Campo Cinco
- Loma de Tecuyo
- 26 de Enero
- Alta Rosa
- Buenavista
- Abocho
- Campo la Paloma
- Campo Nuevo Caimanes
- Casas Grandes
- Francisco Ferros
- Gabriel Leyva Solano
- Rosendo Nieblas
- Las Granjas del Norote
- Campo Nueva Florida